# Records d'Italie d'athlétisme

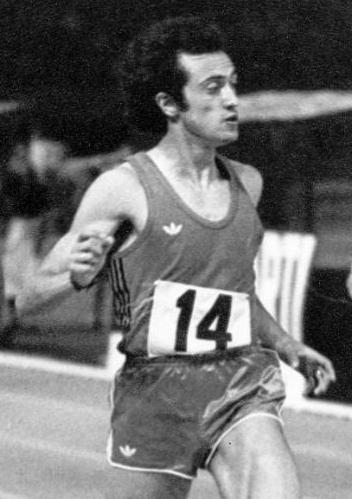
Pietro Mennea, détenteur du record d'Europe du 200 m.

Les records d'Italie d'athlétisme sont les meilleures performances réalisées par des athlètes italiens et homologuées par la Fédération italienne d'athlétisme (FIDAL).

## Hommes
| Épreuve                     | Record | Athlète                                                                                | Date               | Compétition                             | Lieu                | Réf.   |
| --------------------------- | --- | -------------------------------------------------------------------------------------- | ------------------ | --------------------------------------- | ------------------- | ------ |
| 50 m                        | 5 s 78+ | Andrea Rabino                                                                          | 28 février 2004    | Meeting du Pas-de-Calais                | Liévin              |        |
| 60 m                        | 6 s 41 (AR) | Marcell Jacobs                                                                         | 19 mars 2022       | Championnats du monde en salle          | Belgrade            | [ 1 ]  |
| 100 m                       | 9 s 80 (+0,9 m/s) (AR) | Marcell Jacobs                                                                         | 1er août 2021      | Jeux olympiques                         | Tokyo               | [ 2 ]  |
| 200 m                       | 19 s 72 A (+1,8 m/s) (AR) | Pietro Mennea                                                                          | 12 septembre 1979  | Universiade                             | Mexico              |        |
| 200 m piste courte          | 20 s 52 | Stefano Tilli                                                                          | 21 février 1985    | Championnats d'Italie en salle          | Turin               | [ 3 ]  |
| 400 m                       | 44 s 75 | Luca Sito                                                                              | 9 juin 2024        | Championnats d'Europe                   | Rome                | [ 4 ]  |
| 400 m piste courte          | 45 s 99 | Ashraf Saber                                                                           | 1er mars 1998      | Championnats d'Europe en salle          | Valence             |        |
| 800 m                       | 1 min 43 s 74 | Andrea Longo                                                                           | 3 septembre 2000   | Meeting de Rieti                        | Rieti               |        |
| 800 m                       | 1 min 43 s 7 | Marcello Fiasconaro                                                                    | 27 juin 1973       | Notturna di Milano                      | Milan               |        |
| 800 m piste courte          | 1 min 45 s 00 | Catalin Tecuceanu                                                                      | 23 février 2024    |                                         | Madrid              | [ 5 ]  |
| 1 000 m                     | 2 min 15 s 76 | Andrea Benvenuti                                                                       | 12 septembre 1992  |                                         | Nuoro               |        |
| 1 000 m piste courte        | 2 min 18 s 58 | Christian Obrist                                                                       | 21 février 2008    | GE Galan                                | Stockholm           |        |
| 1 500 m                     | 3 min 30 s 74 | Pietro Arese                                                                           | 6 août 2024        | Jeux olympiques                         | Saint-Denis         | [ 6 ]  |
| 1 500 m piste courte        | 3 min 35 s 63 | Ossama Meslek                                                                          | 6 février 2024     | Copernicus Cup                          | Toruń               |        |
| Mile                        | 3 min 51 s 96 | Gennaro Di Napoli                                                                      | 30 mai 1992        |                                         | San Donato Milanese |        |
| Mile piste courte           | 3 min 55 s 71 | Pietro Arese                                                                           | 29 janvier 2023    |                                         | Padoue              | [ 7 ]  |
| 2 000 m                     | 4 min 55 s 0 | Gennaro Di Napoli                                                                      | 26 mai 1991        |                                         | Turin               |        |
| 3 000 m                     | 7 min 37 s 90 | Yemaneberhan Crippa                                                                    | 13 juillet 2021    | British Grand Prix                      | Gateshead           | [ 8 ]  |
| 3 000 m piste courte        | 7 min 38 s 42 | Pietro Arese                                                                           | 3 février 2024     |                                         | Metz                | [ 9 ]  |
| 5 000 m                     | 13 min 02 s 26 | Yemaneberhan Crippa                                                                    | 8 septembre 2020   | Golden Spike                            | Ostrava             | [ 10 ] |
| 5 000 m piste courte        | 13 min 23 s 99 | Yemaneberhan Crippa                                                                    | 18 février 2017    |                                         | Birmingham          |        |
| 10 000 m                    | 27 min 10 s 76 | Yemaneberhan Crippa                                                                    | 6 octobre 2019     | Championnats du monde                   | Doha                | [ 11 ] |
| 5 km (route)                | 13 min 14 s | Yemaneberhan Crippa                                                                    | 30 avril 2022      |                                         | Herzogenaurach      |        |
| 10 km (route)               | 27 min 8 s | Yemaneberhan Crippa                                                                    | 27 avril 2024      |                                         | Herzogenaurach      | [ 12 ] |
| Semi-marathon               | 59 min 26 s | Yemaneberhan Crippa                                                                    | 27 février 2022    |                                         | Naples              | [ 13 ] |
| Marathon                    | 2 h 5 min 24 s | Yohanes Chiappinelli                                                                   | 1er décembre 2024  | Marathon de Valence                     | Valence             | [ 14 ] |
| 100 km                      | 6 h 18 min 24 s | Mario Ardemagni                                                                        | 11 septembre 2004  | Championnats du monde du 100 kilomètres | Winschoten          | [ 15 ] |
| 50 m haies piste courte     | 6 s 64 | Emiliano Pizzoli                                                                       | 5 février 1999     |                                         | Budapest            |        |
| 60 m haies piste courte     | 7 s 43 | Lorenzo Simonelli                                                                      | 2 mars 2024        | Championnats du monde en salle          | Glasgow             | [ 16 ] |
| 110 m haies                 | 13 s 05 (+0,6 m/s) | Lorenzo Simonelli                                                                      | 8 juin 2024        | Championnats d'Europe                   | Rome                | [ 17 ] |
| 400 m haies                 | 47 s 50 | Alessandro Sibilio                                                                     | 11 juin 2024       | Championnats d'Europe                   | Rome                | [ 18 ] |
| 3 000 m steeple             | 8 min 8 s 57 | Francesco Panetta                                                                      | 5 septembre 1987   | Championnats du monde                   | Rome                |        |
| Saut en hauteur             | 2,39 m | Gianmarco Tamberi                                                                      | 15 juillet 2016    | Meeting Herculis                        | Monaco              | [ 19 ] |
| Saut à la perche            | 5,90 m | Giuseppe Gibilisco                                                                     | 28 août 2003       | Championnats du monde                   | Paris               | [ 20 ] |
| Saut en longueur            | 8,47 m (-0,2 m/s) | Andrew Howe                                                                            | 30 août 2007       | Championnats du monde                   | Osaka               | [ 21 ] |
| Triple saut                 | 17,75 m (+0,9 m/s) | Andy Diaz Hernandez                                                                    | 2 juin 2023        | Golden Gala                             | Florence            | [ 22 ] |
| Lancer du poids             | 22,98 m | Leonardo Fabbri                                                                        | 14 septembre 2024  | Mémorial Van Damme                      | Bruxelles           | [ 23 ] |
| Lancer du disque            | 67,62 m | Marco Martino                                                                          | 28 mai 1989        |                                         | Spolète             |        |
| Lancer du marteau           | 81,64 m | Enrico Sgrulletti                                                                      | 9 mars 1997        |                                         | Rome                |        |
| Lancer du javelot           | 84,60 m | Carlo Sonego                                                                           | 8 mai 1999         | Osaka Grand Prix                        | Osaka               |        |
| Décathlon                   | 8 235 pts | Dario Dester                                                                           | 11 juin 2024       | Championnats d'Europe                   | Rome                | [ 24 ] |
| Décathlon                   | 10 s 76 (-0,5 m/s) (100 m), 7,32 m (+0,4 m/s) (longueur), 12,43 m (poids), 2,02 m (hauteur), 48 s 43 (400 m) / 14 s 28 (+1,3 m/s) (110 m haies), 41,00 m (disque), 4,90 m (perche), 63,66 m (javelot), 4 min 23 s 36 (1 500 m) |                                                                                        |                    |                                         |                     |        |
| Heptathlon piste courte     | 6 076 pts | Dario Dester                                                                           | 20–21 février 2022 |                                         | Ancône              |        |
| Heptathlon piste courte     | 7 s 02 (60 m), 7,66 m (longueur), 14,03 m (poids), 2,01 m (hauteur) / 8 s 13 (60 m haies), 5,00 m (perche), 2 min 44 s 53 (1 000 m)                                                                                            |                                                                                        |                    |                                         |                     |        |
| 5 000 m marche piste courte | 18 min 8 s 86 | Ivano Brugnetti                                                                        | 17 février 2007    | Championnats d'Italie en salle          | Ancône              | [ 25 ] |
| 20 km marche                | 1 h 17 min 26 s | Massimo Stano                                                                          | 3 mars 2024        |                                         | Taicang             | [ 26 ] |
| 35 km marche                | 2 h 23 min 14 s | Massimo Stano                                                                          | 24 juillet 2022    | Championnats du monde                   | Eugene              | [ 26 ] |
| 50 km marche                | 3 h 36 min 4 s | Alex Schwazer                                                                          | 11 février 2007    |                                         | Rosignano Solvay    |        |
| 4 × 100 m                   | 37 s 50 | Équipe nationale Lorenzo Patta Marcell Jacobs Eseosa Desalu Filippo Tortu              | 6 août 2021        | Jeux olympiques                         | Tokyo               | [ 27 ] |
| 4 × 200 m                   | 1 min 21 s 10 | Équipe nationale Stefano Tilli Carlo Simionato Giovanni Bongiorni Pietro Mennea        | 29 septembre 1983  |                                         | Cagliari            |        |
| 4 × 200 m piste courte      | 1 min 22 s 32 | Équipe nationale Pierfrancesco Pavoni Stefano Tilli Giovanni Bongiorni Carlo Simionato | 11 février 1984    |                                         | Turin               |        |
| 4 × 400 m                   | 2 min 58 s 81 | Équipe nationale Davide Re Vladimir Aceti Edoardo Scotti Alessandro Sibilio            | 7 août 2021        | Jeux olympiques                         | Tokyo               | [ 28 ] |
| 4 × 400 m piste courte      | 3 min 5 s 51 | Équipe nationale Marco Vaccari Vito Petrella Alessandro Aimar Andrea Nuti              | 10 mars 1991       | Championnats du monde en salle          | Séville             |        |
| 4 × 800 m                   | 7 min 11 s 3 | Équipe nationale Andrea Giocondi Alberto Barsotti Giuseppe D'Urso Andrea Benvenuti     | 5 juin 1992        |                                         | Sheffield           |        |
| 4 × 1 500 m                 | 14 min 59 s 1 | Équipe nationale Carlo Grippo Gaetano Erba Fulvio Costa Vittorio Fontanella            | 18 septembre 1979  |                                         | Bergame             |        |

## Femmes
| Épreuve                     | Record | Athlète                                                                             | Date              | Compétition                                 | Lieu            | Réf.   |
| --------------------------- | --- | ----------------------------------------------------------------------------------- | ----------------- | ------------------------------------------- | --------------- | ------ |
| 50 m                        | 6 s 31 | Marisa Masullo                                                                      | 22 février 1981   | Championnats d'Europe en salle              | Grenoble        |        |
| 60 m                        | 7 s 02 | Zaynab Dosso                                                                        | 6 février 2024    | Copernicus Cup                              | Toruń           | [ 29 ] |
| 100 m                       | 11 s 01 (+2,0 m/s) | Zaynab Dosso                                                                        | 9 juin 2024       | Championnats d'Europe                       | Rome            | [ 30 ] |
| 200 m                       | 22 s 56 (+1,9 m/s) | Libania Grenot                                                                      | 27 mai 2016       | Meeting Baytaf                              | Tampa           | [ 31 ] |
| 200 m piste courte          | 23 s 14 | Manuela Levorato                                                                    | 2 mars 2003       | Championnats d'Italie en salle              | Gênes           | [ 32 ] |
| 400 m                       | 50 s 30 | Libania Grenot                                                                      | 2 juillet 2009    | Jeux méditerranéens                         | Pescara         |        |
| 400 m piste courte          | 52 s 17 | Virna De Angeli                                                                     | 10 mars 1996      | Championnats d'Europe en salle              | Stockholm       |        |
| 800 m                       | 1 min 57 s 66 | Gabriella Dorio                                                                     | 5 juillet 1980    |                                             | Pise            |        |
| 800 m piste courte          | 1 min 59 s 25 | Elisa Cusma                                                                         | 15 février 2009   | BW-Bank Meeting                             | Karlsruhe       |        |
| 1 000 m                     | 2 min 33 s 2 | Gabriella Dorio                                                                     | 28 août 1982      |                                             | Formia          |        |
| 1 000 m piste courte        | 2 min 37 s 09 | Elena Bellò                                                                         | 25 février 2023   |                                             | Birmingham      | [ 33 ] |
| 1 500 m                     | 3 min 58 s 11 | Sintayehu Vissa                                                                     | 8 août 2024       | Jeux olympiques                             | Saint-Denis     | [ 34 ] |
| 1 500 m piste courte        | 4 min 3 s 59 | Marta Zenoni                                                                        | 19 janvier 2025   |                                             | Luxembourg      | [ 35 ] |
| Mile                        | 4 min 23 s 29 | Gabriella Dorio                                                                     | 14 août 1980      |                                             | Viareggio       |        |
| Mile piste courte           | 4 min 24 s 54 | Sintayehu Vissa                                                                     | 12 février 2023   | Millrose Games                              | New York        | [ 36 ] |
| 2 000 m                     | 5 min 32 s 83 | Roberta Brunet                                                                      | 14 septembre 1996 |                                             | Turin           |        |
| 3 000 m                     | 8 min 26 s 76 | Nadia Battocletti                                                                   | 25 mai 2025       | Meeting international Mohammed-VI           | Rabat           | [ 37 ] |
| 3 000 m piste courte        | 8 min 30 s 82 | Nadia Battocletti                                                                   | 13 février 2025   | Meeting Hauts-de-France Pas-de-Calais       | Liévin          | [ 38 ] |
| 3 000 m piste courte        | 8 min 41 s 72 | Nadia Battocletti                                                                   | 14 février 2022   |                                             | Val-de-Reuil    | [ 39 ] |
| 5 000 m                     | 14 min 31 s 64 | Nadia Battocletti                                                                   | 5 août 2024       | Jeux olympiques                             | Saint-Denis     | [ 40 ] |
| 5 000 m piste courte        | 16 min 47 s 03 | Claudia Menconi                                                                     | 25 février 1996   | GE Galan                                    | Stockholm       |        |
| 10 000 m                    | 30 min 43 s 35 | Nadia Battocletti                                                                   | 9 août 2024       | Jeux olympiques                             | Saint-Denis     | [ 41 ] |
| 5 km (route)                | 14 min 45 s | Nadia Battocletti                                                                   | 1er octobre 2023  |                                             | Riga            |        |
| 10 km (route)               | 31 min 19 s | Nadia Battocletti                                                                   | 5 avril 2024      |                                             | Paris           | [ 42 ] |
| Semi-marathon               | 1 h 8 min 27 s | Nadia Ejjafini                                                                      | 16 octobre 2011   |                                             | Crémone         | [ 43 ] |
| Semi-marathon               | 1 h 8 min 27 s | Sofiia Yaremchuk                                                                    | 25 février 2024   |                                             | Naples          | [ 43 ] |
| Marathon                    | 2 h 23 min 16 s | Sofiia Yaremchuk                                                                    | 3 décembre 2023   | Marathon de Valence                         | Valence         | [ 44 ] |
| 100 km                      | 7 h 27 min 50 s | Federica Moroni                                                                     | 18 février 2024   |                                             | Porto Recanati  |        |
| 50 m haies piste courte     | 7 s 17 | Desola Oki                                                                          | 23 décembre 2017  |                                             | Parme           |        |
| 60 m haies piste courte     | 7 s 94 | Veronica Borsi                                                                      | 1er mars 2013     | Championnats d'Europe en salle              | Göteborg        |        |
| 100 m haies                 | 12 s 75 (0,0 m/s) | Luminosa Bogliolo                                                                   | 1er août 2021     | Jeux olympiques                             | Tokyo           | [ 45 ] |
| 400 m haies                 | 53 s 89 | Ayomide Folorunso                                                                   | 22 août 2023      | Championnats du monde                       | Budapest        | [ 46 ] |
| 3 000 m steeple             | 9 min 27 s 48 | Elena Romagnolo                                                                     | 15 août 2008      | Jeux olympiques                             | Pékin           | [ 47 ] |
| Saut en hauteur             | 2,04 m | Antonietta Di Martino                                                               | 9 février 2011    | Banská Bystrica Europa SC High Jump Meeting | Banská Bystrica | ,      |
| Saut à la perche            | 4,73 m | Roberta Bruni                                                                       | 4 septembre 2023  |                                             | Chiari          | [ 50 ] |
| Saut en longueur            | 7,11 m (+0,8 m/s) | Fiona May                                                                           | 22 août 1998      | Championnats d'Europe                       | Budapest        |        |
| Triple saut                 | 15,03 m (+1,9 m/s) | Magdelin Martinez                                                                   | 26 juin 2004      |                                             | Rome            |        |
| Lancer du poids             | 19,20 m | Assunta Legnante                                                                    | 16 février 2002   | Championnats d'Italie en salle              | Gênes           | [ 51 ] |
| Lancer du disque            | 64,57 m | Daisy Osakue                                                                        | 11 juin 2023      | Interclubs                                  | Pietrasanta     | [ 52 ] |
| Lancer du marteau           | 75,77 m | Sara Fantini                                                                        | 18 juin 2022      |                                             | Madrid          | [ 53 ] |
| Lancer du javelot           | 65,30 m | Claudia Coslovich                                                                   | 10 juin 2000      |                                             | Ljubljana       |        |
| Pentathlon piste courte     | 4 559 pts | Sveva Gerevini                                                                      | 1er mars 2024     | Championnats du monde en salle              | Glasgow         | [ 54 ] |
| Pentathlon piste courte     | 8 s 28 (60 m haies), 1,76 m (hauteur), 12,58 m (poids), 6,26 m (longueur), 2 min 12 s 07 (800 m)                                                                         |                                                                                     |                   |                                             |                 |        |
| Heptathlon                  | 6 379 pts | Sveva Gerevini                                                                      | 8 juin 2024       | Championnats d'Europe                       | Rome            | [ 55 ] |
| Heptathlon                  | 13 s 35 (-0,1 m/s) (100 m haies), 1,80 m (hauteur), 12,37 m (poids), 23 s 81 (+0,8 m/s) (200 m) / 6,33 m (-1,1 m/s) (longueur), 43,65 m (javelot), 2 min 10 s 75 (800 m) |                                                                                     |                   |                                             |                 |        |
| 3 000 m marche piste courte | 11 min 50 s 08 | Eleonora Giorgi                                                                     | 22 février 2014   | Championnats d'Italie en salle              | Ancône          | [ 56 ] |
| 10 000 m marche (piste)     | 41 min 57 s 29 | Antonella Palmisano                                                                 | 23 avril 2017     |                                             | Orvieto         | [ 57 ] |
| 20 000 m marche (piste)     | 1 h 30 min 48 s 3 | Rossella Giordano                                                                   | 4 août 2000       |                                             | Almada          |        |
| 20 km marche                | 1 h 26 min 17 s | Eleonora Giorgi                                                                     | 17 mai 2015       | Coupe d'Europe de marche                    | Murcie          | [ 58 ] |
| 50 km marche                | 4 h 4 min 50 s (AR) | Eleonora Giorgi                                                                     | 19 mai 2019       | Coupe d'Europe de marche                    | Alytus          | [ 59 ] |
| 4 × 100 m                   | 42 s 14 | Équipe nationale Dalia Kaddari Anna Bongiorni Alessia Pavese Zaynab Dosso           | 25 août 2023      | Championnats du monde                       | Budapest        | [ 60 ] |
| 4 × 200 m                   | 1 min 35 s 52 | Équipe nationale Marinella Signori Francesca Carbone Marisa Masullo Rossella Tarolo | 27 mai 1989       |                                             | Brescia         |        |
| 4 × 200 m piste courte      | 1 min 34 s 05 | Équipe nationale Laura Miano Daniela Ferrian Erica Rossi Marisa Masullo             | 11 février 1984   |                                             | Turin           |        |
| 4 × 400 m                   | 3 min 23 s 40 | Équipe nationale Ilaria Accame Giancarla Trevisan Anna Polinari Alice Mangione      | 12 juin 2024      | Championnats d'Europe                       | Rome            | [ 61 ] |
| 4 × 400 m piste courte      | 3 min 28 s 61 | Équipe nationale Alice Mangione Ayomide Folorunso Anna Polinari Eleonora Marchiando | 5 mars 2023       | Championnats d'Europe en salle              | Istanbul        | [ 62 ] |
| 4 × 800 m                   | 8 min 19 s 3 | Équipe nationale Nadia Falvo Stefania Savi Nicoletta Tozzi Fabia Trabaldo           | 5 juin 1992       |                                             | Sheffield       |        |

## Mixte
| Discipline | Performance   | Athlète                                                                | Date        | Compétition           | Lieu | Réf. |
| ---------- | ------------- | ---------------------------------------------------------------------- | ----------- | --------------------- | ---- | ---- |
| 4 × 400 m  | 3 min 10 s 69 | Équipe nationale Luca Sito Anna Polinari Edoardo Scotti Alice Mangione | 9 juin 2024 | Championnats d'Europe | Rome |      |